# Rector Street (linea BMT Broadway)
Rector Street è una fermata della metropolitana di New York, situata sulla linea BMT Broadway. A servizio di parte del Financial District, nel 2015 è stata utilizzata da 1 896 968 passeggeri.

## Storia
La stazione venne aperta il 5 gennaio 1918, come capolinea provvisorio del prolungamento verso sud della linea BMT Broadway, la cui prima sezione era stata aperta il 4 settembre 1917. Il successivo 20 settembre 1918, con l'apertura della stazione di South Ferry-Whitehall Street, divenne stazione di transito.

## Strutture e impianti
Rector Street è una fermata sotterranea con due binari e due banchine laterali. Le due banchine non sono connesse tra di loro, non permettono quindi di cambiare direzione senza uscire dai tornelli. Situata sotto l'incrocio tra Rector Street e Trinity Place, ha uscite su queste due strade e su Morris Street, vicino l'imbocco del Brooklyn-Battery Tunnel.
Negli anni 1970, la stazione è stata rinnovata, modificandone l'aspetto originario attraverso la sostituzione delle piastrelle e dei mosaici d'epoca e delle lampade a incandescenza con piastrelle anni 70 e lampade fluorescenti. Inoltre, la lunghezza delle banchine è stata ridotta con la creazione di false pareti.

## Movimento
La stazione è servita dai treni di tre services della metropolitana di New York:
- Linea N Broadway Express, attiva solo di notte;[6]
- Linea R Broadway Local, sempre attiva, tranne di notte;[7]
- Linea W Broadway Local, attiva solo nei giorni feriali esclusa la notte.[8]

## Interscambi
La stazione è servita da diverse autolinee gestite da MTA Bus e NYCT Bus.
- Fermata autobus